# Blackout (album của Scorpions)
Blackout là album phòng thu thứ tám của ban nhạc heavy metal người Đức Scorpions, phát hành năm 1982.
Sau khi bị mất giọng trong khi sáng tác cho album, giọng ca chính Klaus Meine phải trải qua một cuộc phẫu thuật dây thanh and it was uncertain whether he would be able to record it. Các bản demo đã được thu âm với giọng hát chính của Don Dokken; tuy nhiên không có bản thu âm nào trong số đó đã có mặt trong album.
RIAA đã cấp chứng nhận Vàng cho Blackout ngày 24 tháng 6 năm 1982 và Bạch kim ngày 8 tháng 3 năm 1984.

## Danh sách track

### Mặt 1
1. "Blackout" (Schenker/Meine/Rarebell/Kittelsen) – 3:49
2. "Can't Live Without You" (Schenker/Meine) – 3:47
3. "No One Like You" (Schenker/Meine) – 3:57
4. "You Give Me All I Need" (Schenker/Rarebell) – 3:39
5. "Now!" (Schenker/Meine/Rarebell) – 2:35

### Mặt 2
1. "Dynamite" (Schenker/Meine/Rarebell) – 4:12
2. "Arizona" (Schenker/Rarebell) – 3:56
3. "China White" (Schenker/Meine) – 6:59
4. "When the Smoke Is Going Down" (Schenker/Meine) – 3:51

## Danh sách thực hiện
- Klaus Meine - hát chính
- Matthias Jabs - guitar chính, hát đệm
- Rudolf Schenker - guitar, hát đệm
- Francis Buchholz - bass, hát đệm
- Herman Rarebell - trống, nhạc cụ, hát đệm
- Sản xuất bởi Dieter Dierks

## Xếp hạng

### Album
| Bảng xếp hạng (1982) | Vị trí |
| -------------------- | ------ |
| Hoa Kỳ Billboard 200 | 10     |

### Đĩa đơn
| Bài hát                  | Bảng xếp hạng (1982)               | Vị trí |
| ------------------------ | ---------------------------------- | ------ |
| "No One Like You"        | Hoa Kỳ (Billboard) Hot 100         | 64     |
| "No One Like You"        | Hoa Kỳ (Billboard) Mainstream Rock | 1      |
| "Can't Live Without You" | Pháp (SNEP) Top Singles            | 17     |